# Elaine Mak
Elaine Mak (Rotterdam, 16 maart 1979) is een Nederlands jurist gespecialiseerd in de rechtstheorie en rechtsfilosofie.
Mak studeerde rechten aan de Erasmus Universiteit Rotterdam, waar ze in 2001 cum laude afstudeerde in het privaatrecht en het internationaal recht. Tijdens haar studie was ze onder andere student-assistent van hoogleraar Jeanne Gaakeer. Aansluitend studeerde ze aan de Universiteit Panthéon-Sorbonne (Parijs I), waar ze in 2002 een master in Droit Français et Européen en in 2003 in Droit public comparé behaalde. In 2008 promoveerde ze cum laude aan haar alma mater op het proefschrift De rechtspraak in balans: Een onderzoek naar de rol van klassiek-rechtsstatelijke beginselen en 'new public management'-beginselen in het kader van de rechterlijke organisatie in Nederland, Frankrijk en Duitsland; promotor was Marc Loth. Haar proefschrift onderzocht de ontwikkeling van rechtspraakculturen onder invloed van het New Public Management in Frankrijk, Duitsland en Nederland; het won onder andere de EUR-onderzoeksprijs en de Europese Thesisprijs van de European Group of Public Law. Na haar promotie werd ze benoemd tot universitair docent en vervolgens universitair hoofddocent rechtstheorie aan de Rotterdamse rechtenfaculteit. In 2008 ontving ze een NWO-VENI-subsidie voor haar onderzoek naar de veranderende rol van hoogste rechters in Westerse landen onder invloed van de globalisering van recht en rechtssystemen. Op basis van haar onderzoek publiceerde ze het boek Judicial Decision-Making in a Globalised World: A Comparative Analysis of the Changing Practices of Western Highest Courts, uitgegeven door Hart Publishing in 2011.
Met ingang van 1 januari 2014 werd Mak benoemd tot bijzonder hoogleraar aan de Erasmus Universiteit Rotterdam, met als leeropdracht de empirische studie van het publiekrecht, in het bijzonder van rechtsstatelijke instituties. Ze werd tevens directeur van Erasmus Graduate School of Law (EGSL). Per 1 juni 2016 is ze hoogleraar aan de Universiteit Utrecht, als opvolger op de leerstoel van Ton Hol; haar leeropdracht is de encyclopedie van de rechtswetenschappen en rechtstheorie. Haar onderzoek richt zich op de rechterlijke culturen en rechterlijke samenwerking binnen de Europese Unie en op de toekomst van de juridische beroepen. Sinds 2018 is ze ook vice-decaan voor onderwijs aan de Utrechtse rechtenfaculteit. Ze was ook redactielid van het Netherlands Journal of Legal Philosophy (voorheen Rechtsfilosofie & Rechtstheorie) en bestuurslid van de Vereniging voor de Wijsbegeerte van het Recht. Met ingang van 1 september 2023 wordt ze decaan van de Faculteit Recht, Economie, Bestuur en Organisatie.
Elaine Mak is deel van een drieling: haar zussen Chantal Mak en Vanessa Mak zijn eveneens hoogleraar in de rechten, respectievelijk aan de Universiteit van Amsterdam en de Universiteit Leiden. Ze behaalden eerder reeds alle drie tegelijk cum laude hun propedeuse en hun meestertitel.